# Tekirdağ

Karta över Turkiet med Tekirdağ markerat.

Tekirdağ är en provins i Turkiet, belägen i Östra Thrakien i Europa vid nordvästra stranden av Marmarasjön. Den har totalt 972 875 invånare (2016) och en areal på 6.345 km². Provinshuvudstad är hamnstaden Tekirdağ.